# Billa
BILLA ( [ˈbɪla]; zkratka z německého Billiger Laden „Levný obchod“) je původně rakouský řetězec supermarketů vlastněný německou skupinou REWE Group. Kromě Rakouska má Billa prodejny také v Česku, na Slovensku a v Bulharsku. V lednu 2024 měla Billa v Česku 256 supermarketů. Za rok 2022 měla Billa v Česku tržby 33,702 mld. Kč, zisk 459 mil. Kč a 6 648 zaměstnanců. Na žebříčku Top 50 českého obchodu časopisu Zboží a prodej, který řadí tuzemské maloobchodní řetězce podle tržeb, tak zaujímala 7. místo.

## Historie
Firmu založil Rakušan Karl Wlaschek. Wlaschek si v prosinci 1953 otevřel svůj první diskontní obchod s drogistickým zbožím ve vídeňské čtvrti Margareten. Firma pod názvem WKW (Warenhaus Karl Wlaschek) rostla a počátkem 60. let už měla v Rakousku 45 poboček. V roce 1961 prodejny dostaly současné jméno BILLA a byl v nich zaveden samoobslužný prodej. Během 60. let se jejich sortiment začal rozšiřovat o potraviny a v roce 1965 už měla Billa v zemi 109 prodejen.
V 70. letech se firma přestěhovala do nového sídla ve Vídeňském Novém Městě. Zároveň v sortimentu přibyly mléčné výrobky, ovoce a zelenina a maso. Wlaschek také v průběhu let založil několik dalších sesterských společností – například síť hypermarketů Merkur, knihkupectví Libro, parfumerie BIPA a diskonty Mondo. Počátkem 90. let začala Billa expandovat do zahraničí. Mezi prvními zeměmi, kam řetězec vstoupil, byly Česko, Itálie, Polsko a Slovensko.
Roku 1996 Wlaschek svoje maloobchodní podnikání (kromě řetězce Libro) prodal německé skupině REWE Group. V následujících letech Billa podnikla expanzi do několika zemí východní a jihovýchodní Evropy. S výjimkou Bulharska však ve všech těchto zemích svou činnost později ukončila, naposledy v roce 2021 v Rusku, kde svých 161 supermarketů prodala tamnímu řetězci Lenta.

## Billa ve světě

### Současné trhy

Billa v Evropě:

Billa v roce 2024 provozovala obchody ve čtyřech evropských zemích: v Bulharsku, Česku, Rakousku a na Slovensku.
Nejvíce prodejen Billa se nachází v domovském Rakousku. Vedle více než tisícovky supermarketů BILLA zde řetězec provozuje také pět obchodů s lahůdkami pod značkou BILLA Corso. V dubnu 2021 byly hypermarkety Merkur přejmenovány na BILLA PLUS. Síť prodejen Billa se tak v Rakousku rozrostla o 144 hypermarketů.
V Česku řetězec působí od roku 1991. První tuzemská prodejna vznikla v Brně. Billa se také stala majitelem 97 supermarketů Delvita, řetězce, který z Česka odešel v roce 2007. V lednu 2024 v Česku fungovalo 256 supermarketů Billa.
Na Slovensku Billa otevřela svůj první supermarket v roce 1993 v Trnavě. V Bulharsku Billa začala podnikat v roce 2000. V obou zemích měla v roce 2024 okolo 160 prodejen.
Billa také pod různými názvy provozuje malé obchody na čerpacích stanicích několika sítí. Od roku 2007 existují prodejny BILLA stop & shop u čerpacích stanic sítě JET v Rakousku. V Česku tyto obchody fungují u stanic Shell a první vzniknul v roce 2014. Následovaly prodejny BILLA Unterwegs (u rakouských stanic Shell), od roku 2022 vznikají také prodejny VIVA BILLA (u stanic OMV v Česku, Rakousku a na Slovensku, přejmenováním obchodů VIVA již předtím provozovaných skupinou REWE) a BILLA NOW (u stanic BP v Rakousku, přejmenováním obchodů MERKUR inside).
| Země      | Značka            | Počet prodejen | K datu  |
| --------- | ----------------- | -------------- | ------- |
| Bulharsko | BILLA             | 158            | 01/2024 |
| Česko     | BILLA             | 256            | 01/2024 |
| Česko     | BILLA stop & shop | 70             | 01/2024 |
| Česko     | VIVA BILLA        | 3              | 01/2024 |
| Rakousko  | BILLA             | 1 243          | 01/2024 |
| Rakousko  | BILLA PLUS        | 148            | 01/2024 |
| Rakousko  | BILLA Corso       | 5              | 01/2024 |
| Rakousko  | BILLA stop & shop | 154            | 01/2024 |
| Rakousko  | BILLA NOW         | 84             | 01/2024 |
| Rakousko  | BILLA Unterwegs   | 43             | 01/2024 |
| Rakousko  | VIVA BILLA        | 38             | 01/2024 |
| Slovensko | BILLA             | 164            | 01/2024 |
| Slovensko | VIVA BILLA        | 6              | 01/2024 |

### Dřívější trhy

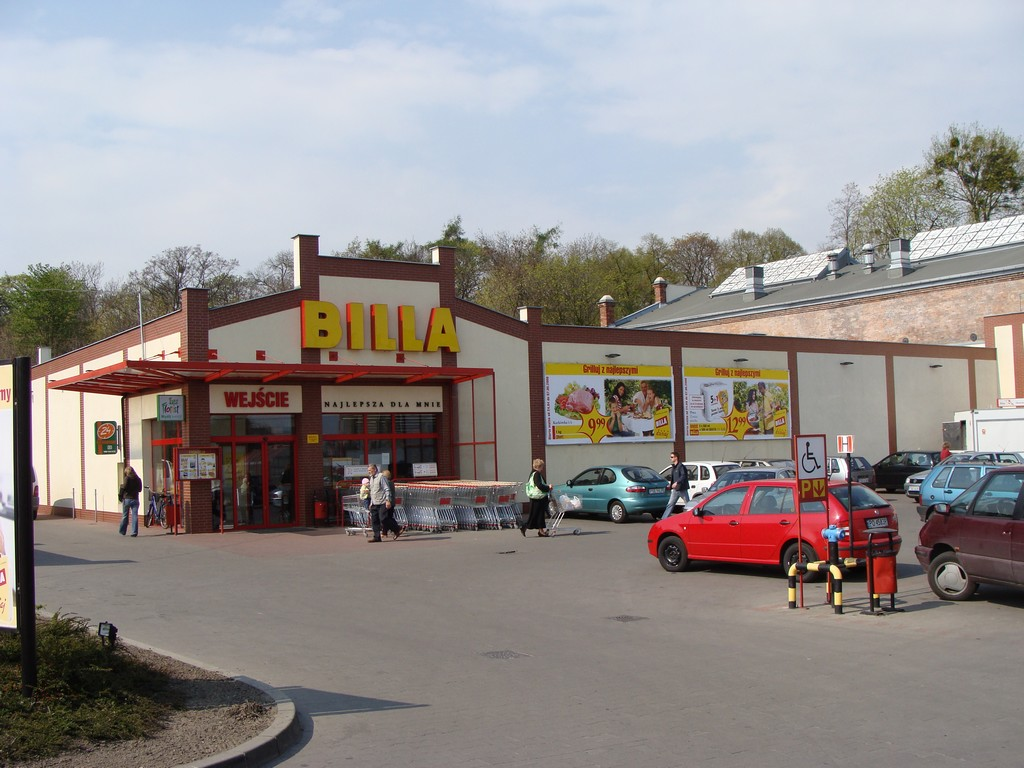
Billa ve velkopolském městě Śrem (2009)

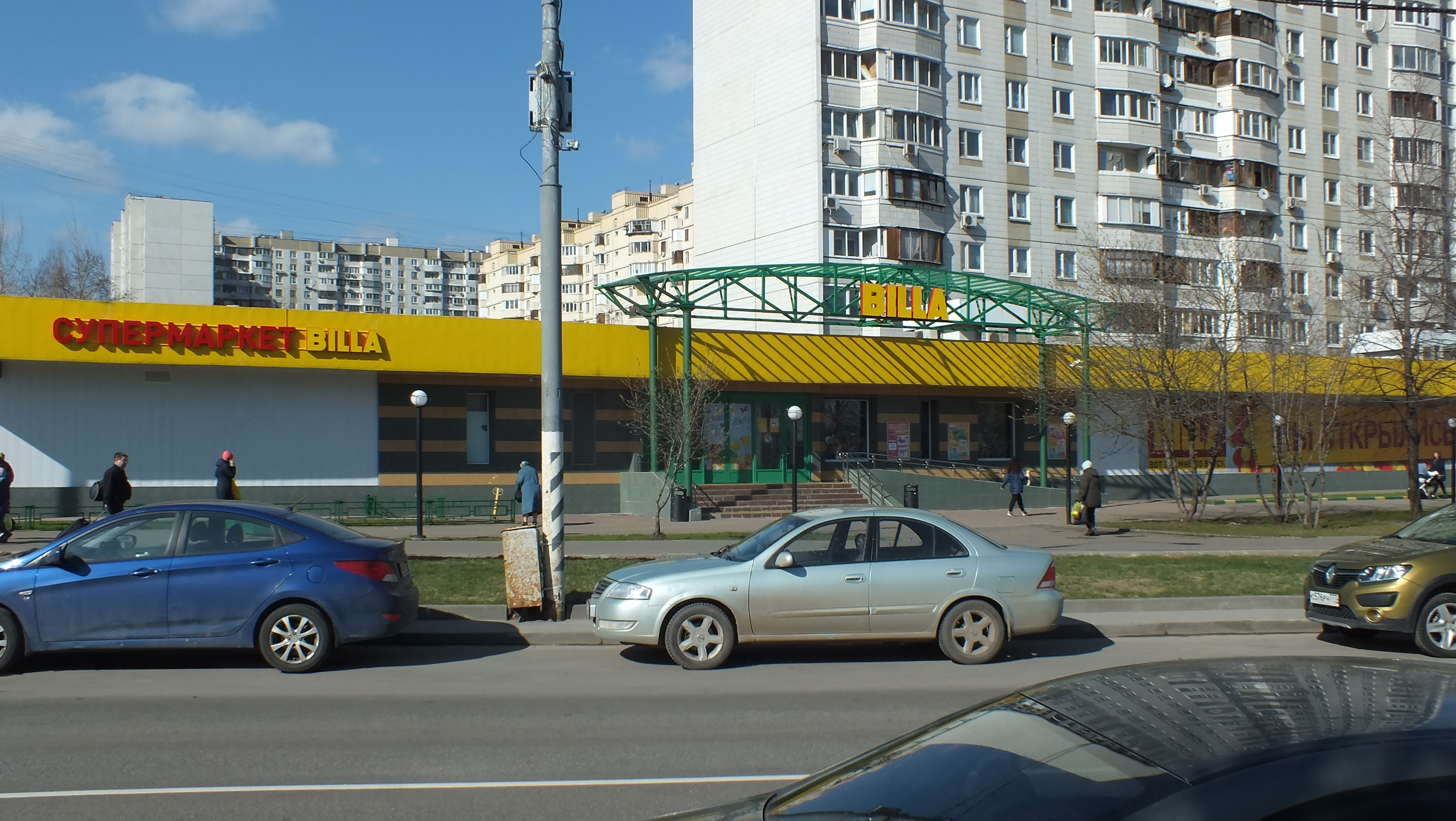
Billa v moskevském rajónu Bratějevo (2017)

V minulosti Billa působila v dalších sedmi zemích světa. 
V roce 1990 řetězec expandoval do Itálie. Skupina REWE se v roce 2001 stala majitelem italského obchodního řetězce Standa, jehož prodejny byly v roce 2009 také začleněny pod značku Billa. Už o dva roky později ale Billa v Itálii začala rozprodávat své prodejny. Kvůli neuspokojivým ekonomickým výsledkům bylo v roce 2014 rozhodnuto, že Billa z italského trhu odejde úplně. Většinu jejích obchodů koupily řetězce Carrefour a Conad. V Itálii ze skupiny REWE nadále působí Penny Market.
Další zemí, kam řetězec v roce 1990 vstoupil, bylo Polsko, kde první supermarket Billa vzniknul ve Varšavě. V roce 2001 se majitelem polských obchodů Billa stal francouzský řetězec Auchan. Značka Billa se ale do Polska ještě vrátila, když ji v roce 2006 začaly používat supermarkety Minimal. Tyto supermarkety pak v roce 2010 převzal rovněž francouzský řetězec E.Leclerc.
Největší vlna zahraniční expanze poté přišla na přelomu tisíciletí, kdy Billa vstoupila do několika dalších zemí na východě a jihovýchodě Evropy. Nejkratší dobu vydrželo podnikání v Maďarsku, kde už v roce 2002 obchody Billa koupil SPAR. Ten se v roce 2016 stal majitelem obchodů Billa také v Chorvatsku. V Rumunsku Billa podnikala do roku 2015, kdy její tamní pobočku koupil Carrefour. Prodejny Billa na Ukrajině v roce 2020 koupil tamní řetězec Novus a v Rusku v roce 2021 tamní řetězec Lenta. Ze zemí, kam Billa na přelomu tisíciletí vstoupila, tedy dosud podniká pouze v Bulharsku. V Maďarsku a Rumunsku ale REWE provozuje obchody Penny Market.
| Země       | Rok vstupu | Rok odchodu | Počet prodejen při odchodu | Nástupce                 |
| ---------- | ---------- | ----------- | -------------------------- | ------------------------ |
| Chorvatsko | 1999       | 2016        | 62                         | SPAR                     |
| Itálie     | 1990       | 2014        | 136                        | Carrefour, Conad a další |
| Maďarsko   | 1999       | 2002        | 14                         | SPAR                     |
| Polsko     | 1990       | 2010        | 25                         | E.Leclerc                |
| Rumunsko   | 1999       | 2015        | 86                         | Carrefour                |
| Rusko      | 2004       | 2021        | 161                        | Lenta                    |
| Ukrajina   | 2000       | 2020        | 35                         | Novus                    |

## Billa vČesku
Billa v Česku podniká prostřednictvím firmy BILLA, spol. s r. o., která je vedena u Městského soudu v Praze a má IČ 006 85 976. Firma sídlí v průmyslové zóně v Modleticích u Prahy, nedaleko křižovatky dálnice D1 a Pražského okruhu, kde se také nachází centrální sklad pro Českou republiku.
Za rok 2022 Billa v Česku vykázala maloobchodní tržby ve výši 33,702 mld. Kč a zisk 459 mil. Kč, přičemž zaměstnávala průměrně 6 648 zaměstnanců. Billa se s těmito tržbami umístila na 7. místě v žebříčku Top 30 českého obchodu časopisu Zboží a prodej, který řadí největší tuzemské maloobchodní prodejce.

### Historie

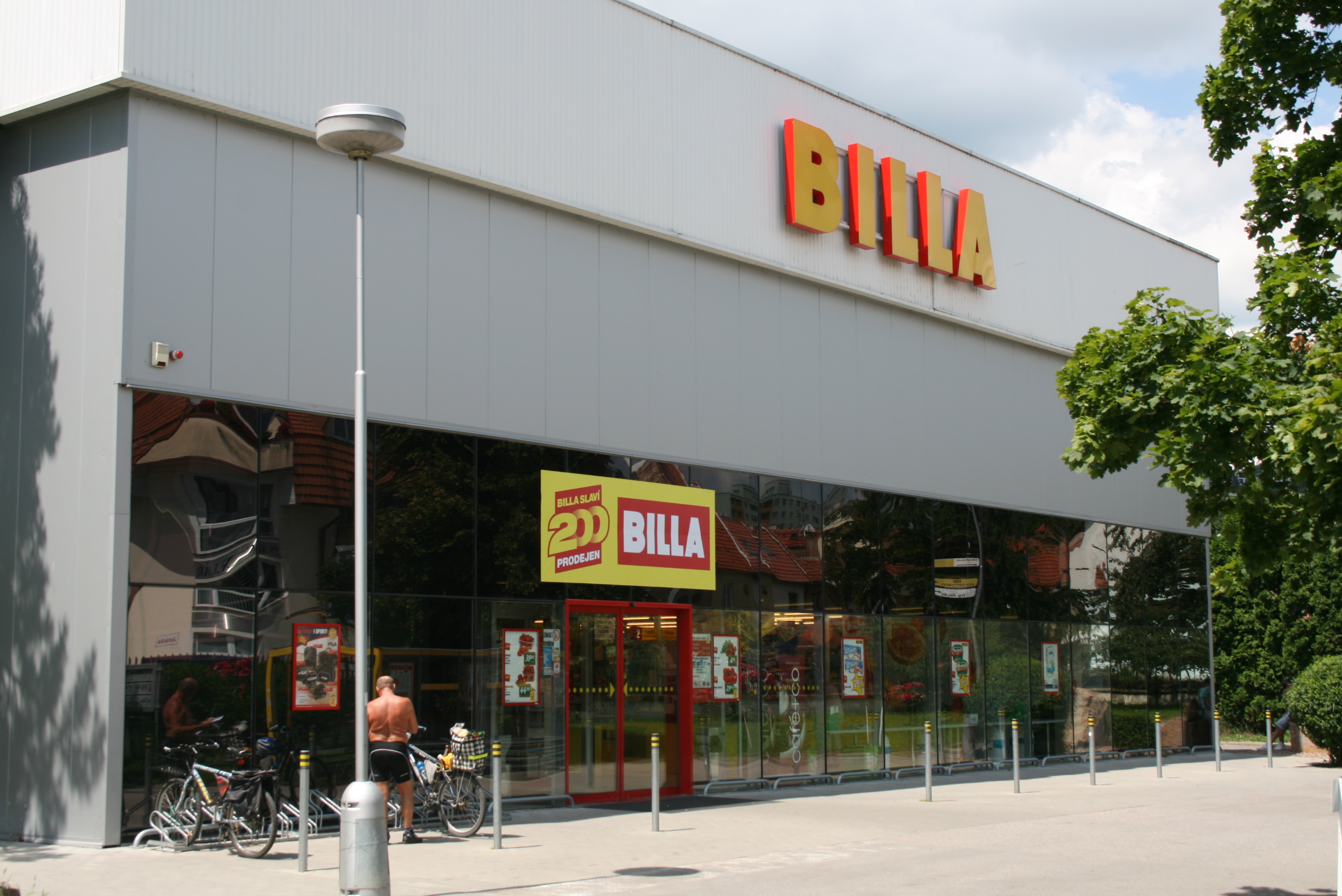
První česká Billa v Brně-Žabovřeskách

První supermarket Billa v tehdejším Československu byl otevřen 26. října 1991 v Brně-Žabovřeskách na Stránského ulici. Billa se tak po řetězcích Mana a Delvita stala třetím zahraničním řetězcem supermarketů v zemi. Další pobočky vznikly v roce 1992 v Praze a Prostějově. Koncem roku 2002 už Billa v Česku měla 70 supermarketů. Řetězec také jako jeden z prvních v zemi nabízel zákazníkům vlastní věrnostní program.
Velké rozšíření počtu prodejen přišlo v roce 2007, kdy Billa v Česku koupila supermarkety Delvita. Ke stávajícím 83 prodejnám tak přibylo 97 dalších. Formálně byly všechny prodejny Delvita převzaty v červnu, první rekonstruovaná prodejna pod značkou Billa však byla otevřena až v červenci 2007, a to v Praze na Karlově náměstí. Proměna prodejen Delvita byla dokončena během roku 2008. 70 z nich se změnilo na prodejny Billa, 27 bylo kvůli špatným ekonomickým výsledkům uzavřeno.
Dalších 34 prodejen Billa získala po diskontním řetězci Plus. Na konci roku 2009 měla Billa v Česku 196 prodejen. Spojení řetězců ze skupiny REWE s řetězcem Plus povolil Úřad pro ochranu hospodářské soutěže pod podmínkou, že se REWE zbaví několika prodejen. Společnost tuto podmínku nedodržela, za což jí byla v roce 2013 úřadem vyměřena pokuta 24 mil. Kč, kterou v roce 2016 potvrdil i brněnský krajský soud.
V červnu 2014 byl otevřen první minimarket BILLA stop & shop na čerpací stanici Shell v Praze-Krči. Koncem roku 2020 Billa oznámila spuštění nového formátu menších supermarketů. První taková prodejna vznikla ve Strašicích u Rokycan.

### Prodejny
V lednu 2024 měla Billa v Česku 256 prodejen, nejvíce (49) v Praze následované Středočeským krajem (46). Ve větších městech se supermarkety Billa obvykle nacházejí v nákupních centrech, bývalých obchodních střediscích a ve frekventovaných dopravních uzlech, například na hlavních nádražích v Praze a Brně nebo na Letišti Ruzyně. V menších městech se často jedná o samostatně stojící budovy s vlastním parkovištěm.
| Kraj            | Počet prodejen |
| --------------- | -------------- |
| Jihočeský       | 16             |
| Jihomoravský    | 26             |
| Karlovarský     | 6              |
| Královéhradecký | 9              |
| Liberecký       | 7              |
| Moravskoslezský | 18             |
| Olomoucký       | 15             |
| Pardubický      | 10             |
| Plzeňský        | 13             |
| Praha           | 49             |
| Středočeský     | 46             |
| Ústecký         | 19             |
| Vysočina        | 11             |
| Zlínský         | 11             |
| Celkem          | 256            |

### Privátní značky
Billa ve svých supermarketech nabízí sortiment několika vlastních značek. Základní potraviny a drogistické zboží za diskontní ceny nabízí značka Clever, další výrobky pak nesou označení BILLA. Produkty ekologického zemědělství jsou nabízeny pod značkou BILLA BIO, hotová jídla pod značkou BILLA Easy a lahůdky a delikatesy zahrnuje sortiment značky BILLA Premium. Specificky v Česku Billa nabízí ovoce a zeleninu od českých pěstitelů pod označením Česká farma a maso z českých chovů pod značkou Vocílka.

### Kontroverze

#### Zkažené maso vprodejnách Delvita
V červenci 2007, krátce po převzetí supermarketů Delvita řetězcem Billa, se na několika převzatých prodejnách objevily problémy s prodejem závadného masa. Kontrola Státní zemědělské a potravinářské inspekce (SZPI) 11. července odhalila 44,6 kg prošlého či zkaženého masa v Delvitě v obchodním středisku Labe v Praze-Modřanech, a to v přípravně masa i na prodejně. Ten samý den kontrola v Delvitě v obchodním domě DBK zjistila, že jsou ke grilování používána prošlá kuřata. Řetězec hned další den slíbil zpřísnit v prodejnách kontroly. Inspekce v následujících dnech navštívila několik dalších prodejen. Problémy odhalila v prodejně na Jihlavské ulici v Brně, kde bylo shnilé maso přimícháváno k čerstvému, a v Praze na Bělehradské ulici, kde byly prodávány prošlé zákusky. V deseti dalších prodejnách žádné pochybení zjištěno nebylo. Podle vedení řetězce mohl skandál někdo vyvolat záměrně s úmyslem poškodit pověst značky. Řetězec se ve stejné době chystal otevřít první rekonstruovanou prodejnu Billa na místě bývalé Delvity.

#### Problémy shlodavci
Několika supermarketů Billa se v posledních letech týkaly problémy s výskytem hlodavců. V březnu 2021 byl kontrolou SZPI nalezen myší trus ve skladu prodejny v Prostějově. Během května téhož roku nechala inspekce dvakrát uzavřít Billu v Jihlavě, kde byly nalezeni mrtví hlodavci, jejich trus i rozkousané potraviny. Stejný nález na inspektory čekal v březnu 2022 v Pardubicích. Kvůli myšímu trusu, špíně a silnému zápachu nechala inspekce v červnu 2022 dočasně uzavřít také prodejnu na Makovského náměstí v Brně.

#### Reklama na čerstvě upečené pečivo
Na podzim 2018 Billa nasadila do televize reklamní spot, ve kterém zaznívá, že „Billa je už 27 let expertem na čerstvost“ nebo že „čerstvost je na prvním místě,“ zatímco jsou ukazovány záběry trouby, ve které se pečou meruňkové kapsy. Problémem je, že meruňková kapsa je pečivo dopékané ze zmrazeného polotovaru, na které se pojem čerstvé pečivo nevztahuje. Podle serveru Vitalia.cz je proto zavádějící zmiňovat v jeho souvislosti čerstvost. Server podal podnět k prošetření Radě pro rozhlasové a televizní vysílání (RRTV), která s řetězcem v červnu 2019 zahájila přestupkové řízení. V listopadu bylo řízení ukončeno s tím, že Billa obdržela napomenutí, povinnost zaplatit náklady řízení ve výši 1 000 Kč, a upozornění na možnost pokuty při opakování protiprávního jednání. Billa podle vyjádření tiskové mluvčí pekárnami nedisponuje a pečivo pouze rozpéká, v návaznosti na rozhodnutí RRTV řetězec mírně upravil text na dekorativních hodinách v odděleních pečiva, které místo o „čerstvém pečivu“ nově hovořily o „křupavém pečivu.“

#### Nekalé obchodní praktiky
V roce 2003 vyměřil Úřad pro ochranu hospodářské soutěže (ÚOHS) řetězcům Billa a Julius Meinl pokutu v souhrnné výši 51 mil. Kč za to, že v letech 2001–2002 uzavíraly kartelové dohody. Billa se proti rozhodnutí opakovaně odvolávala, v roce 2014 nicméně povinnost zaplatit pokutu v konečné výši 23,8 mil. Kč definitivně potvrdil Ústavní soud.
V roce 2019 dostala skupina REWE od ÚOHS pokutu 164 mil. Kč za zneužití významné tržní síly. Podle úřadu si řetězce Billa a Penny od dodavatelů účtovaly poplatky za zařazení zboží do sortimentu. Větší část z pokuty připadla Penny, Billa zaplatila necelých 71 mil. Kč.

#### Značka Vocílka
Falešná rodinná značka neexistujícího řeznictví Vocílka vyvolává dle Asociace malých a středních podniků a živnostníků ČR dojem klamavé reklamy a nelíbí se ani zemědělcům, rovněž pátrání po původu masa a výrobci uzenin Vocílka nebylo snadné. Jak zjistil časopis dTest, mezi výrobci nechybí např. Kostelecké uzeniny či Krahulík - Masozávod Krahulčí.

## Galerie

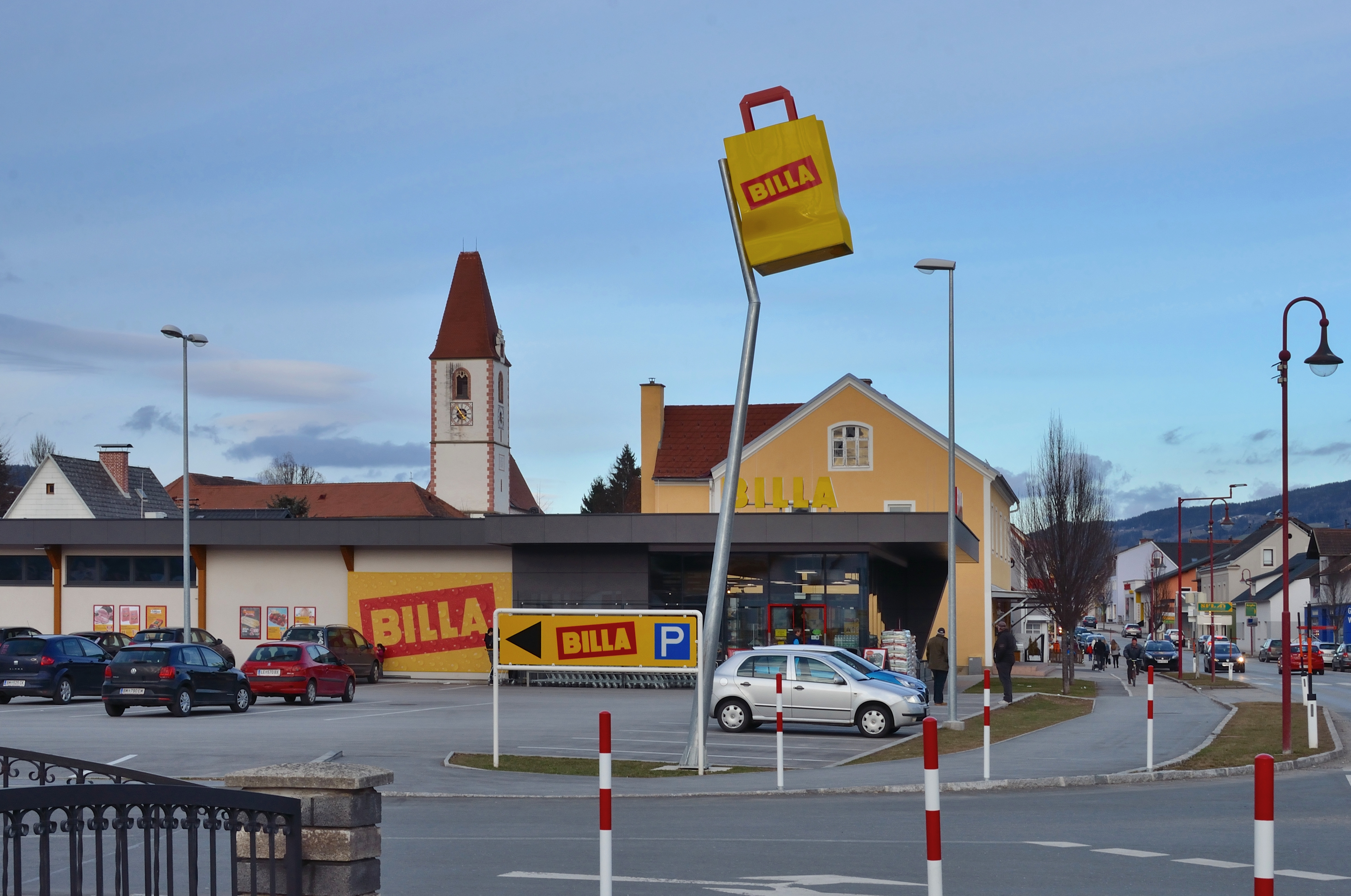
Billa ve štýrské obci Sankt Marein im Mürztal
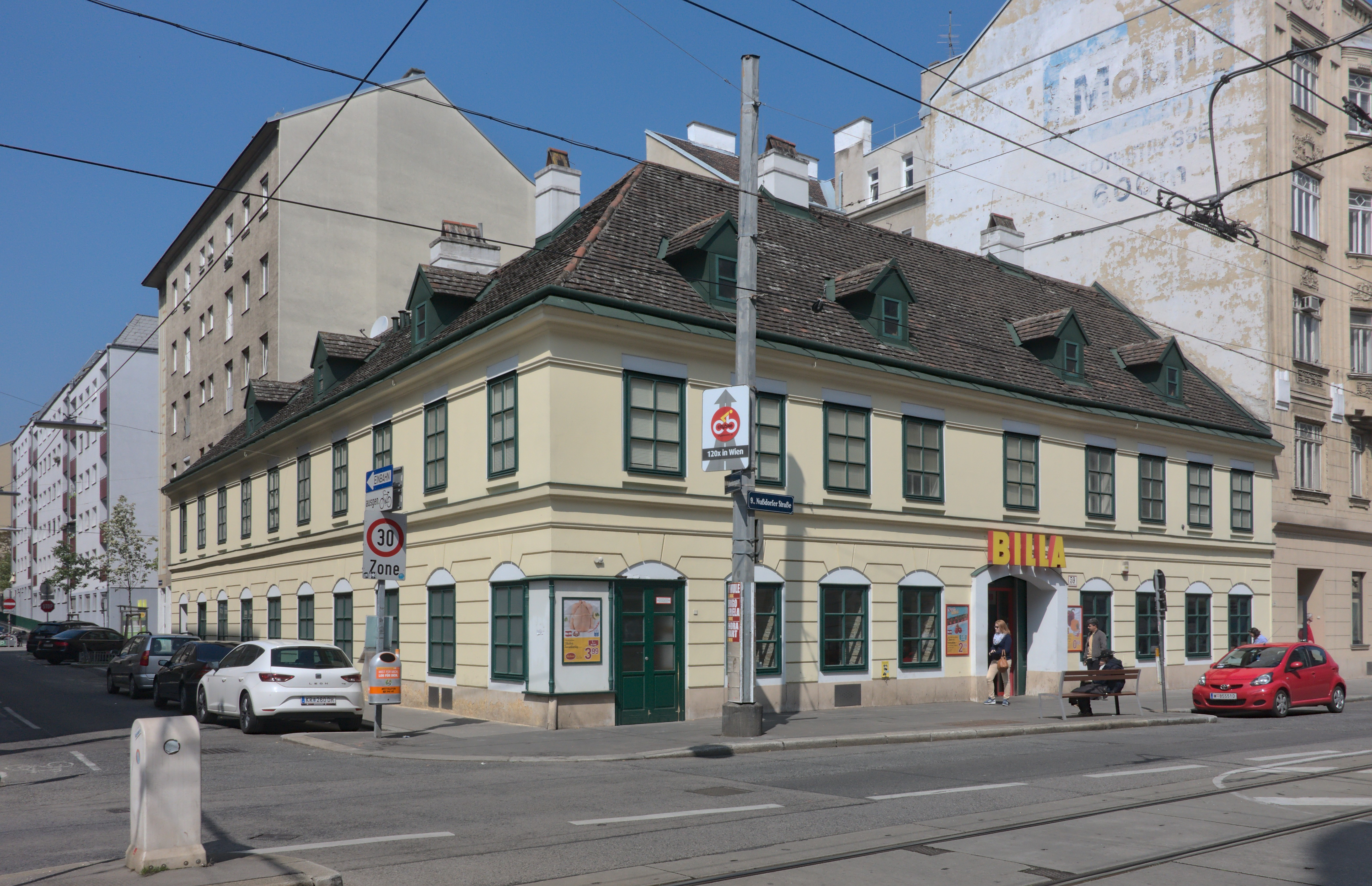
Billa ve vídeňské čtvrti Alsergrund
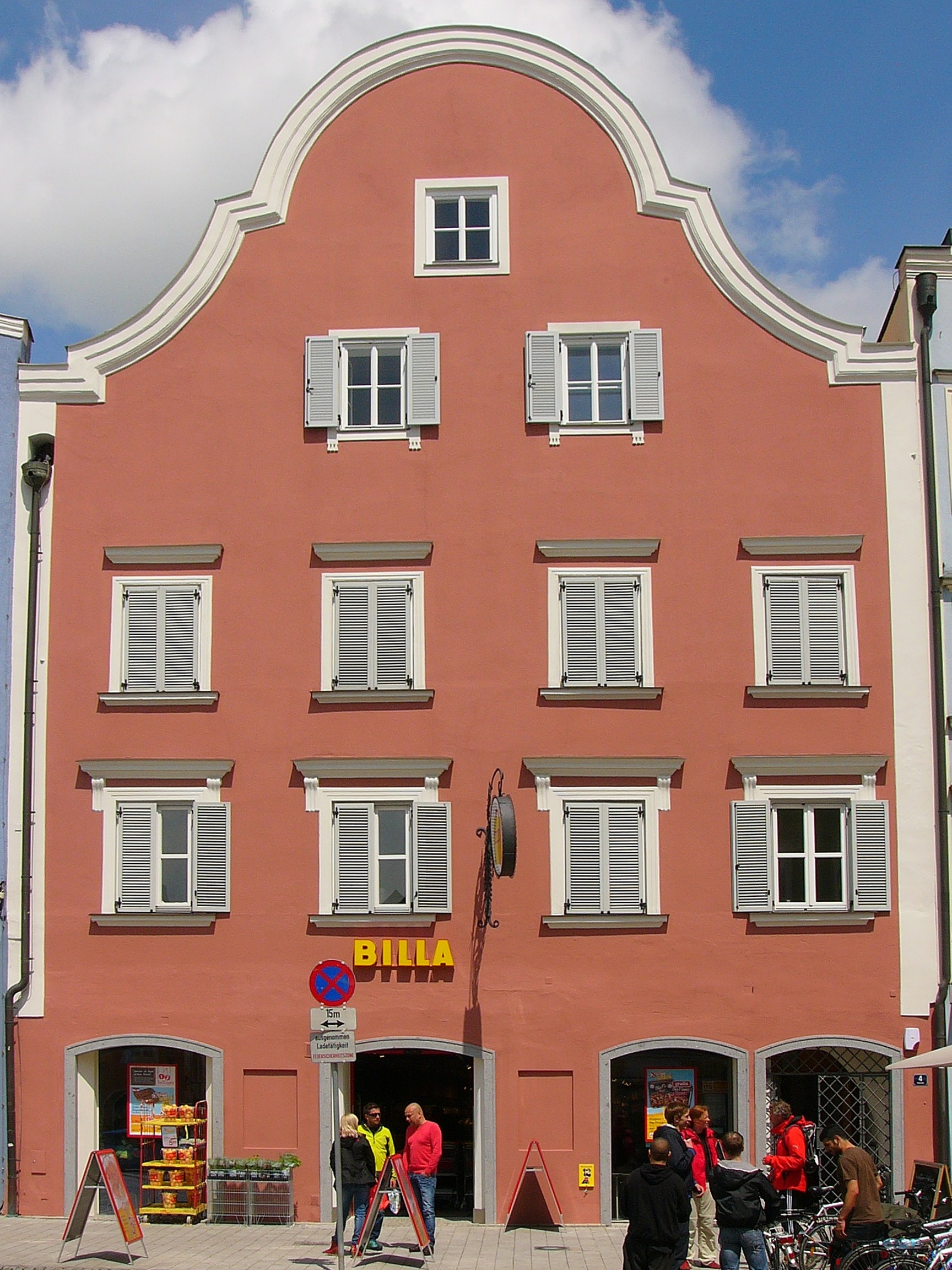
Billa v hornorakouském městě Schärding
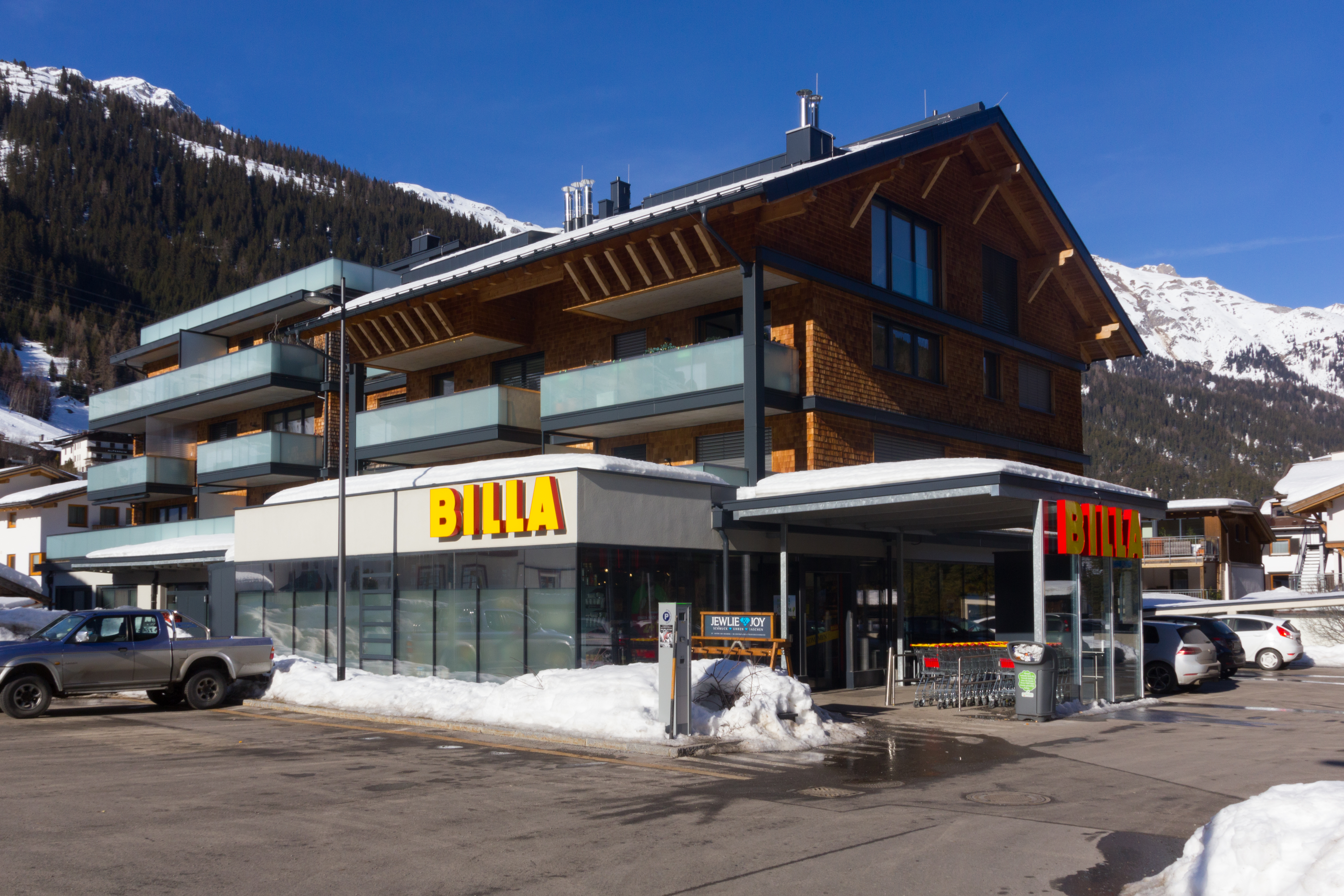
Billa v obci Sankt Anton am Arlberg v Tyrolsku
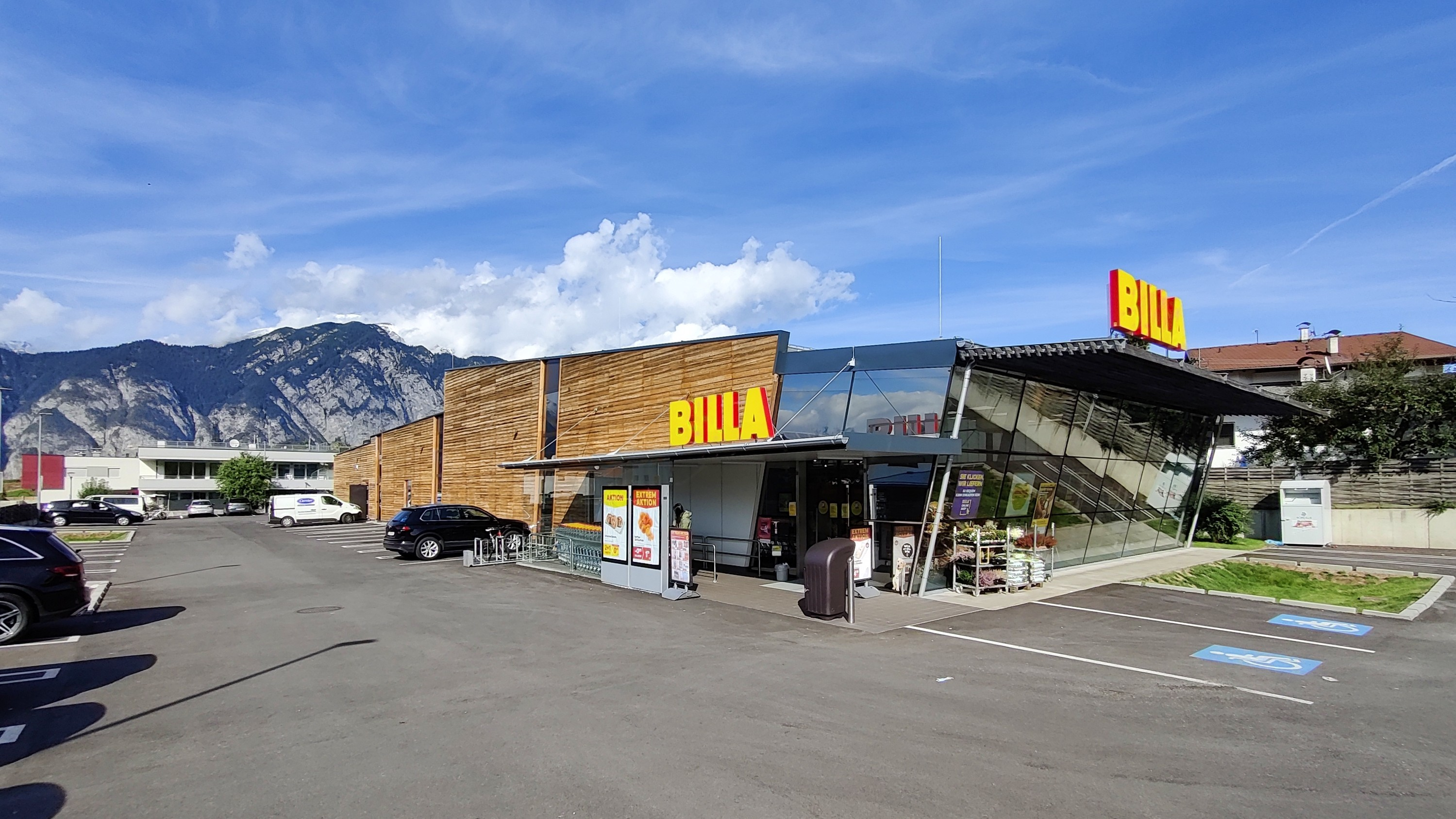
Billa v obci Birgitz nedaleko Innsbrucku
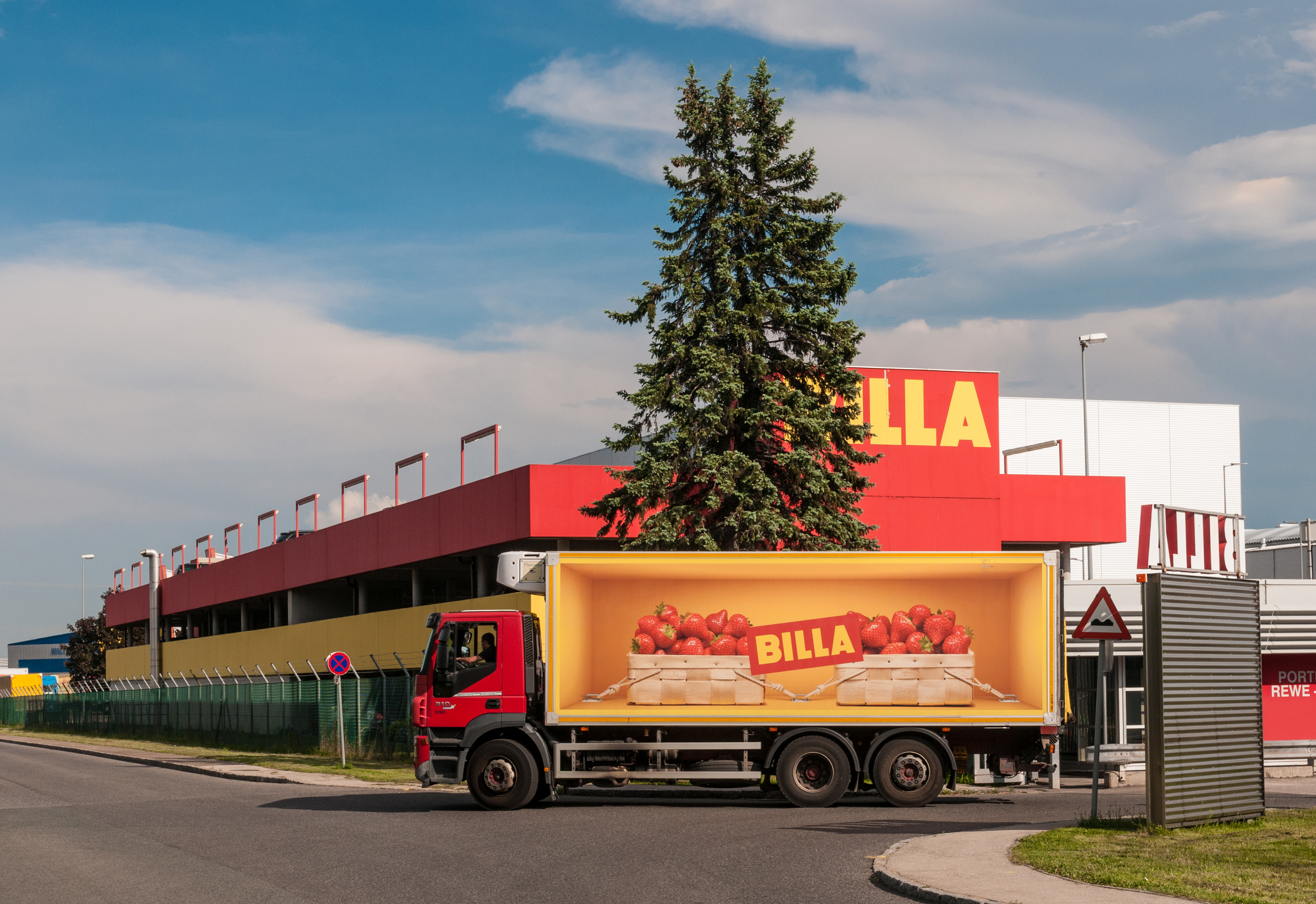
Sklad Billa ve Vídeňském Novém Městě
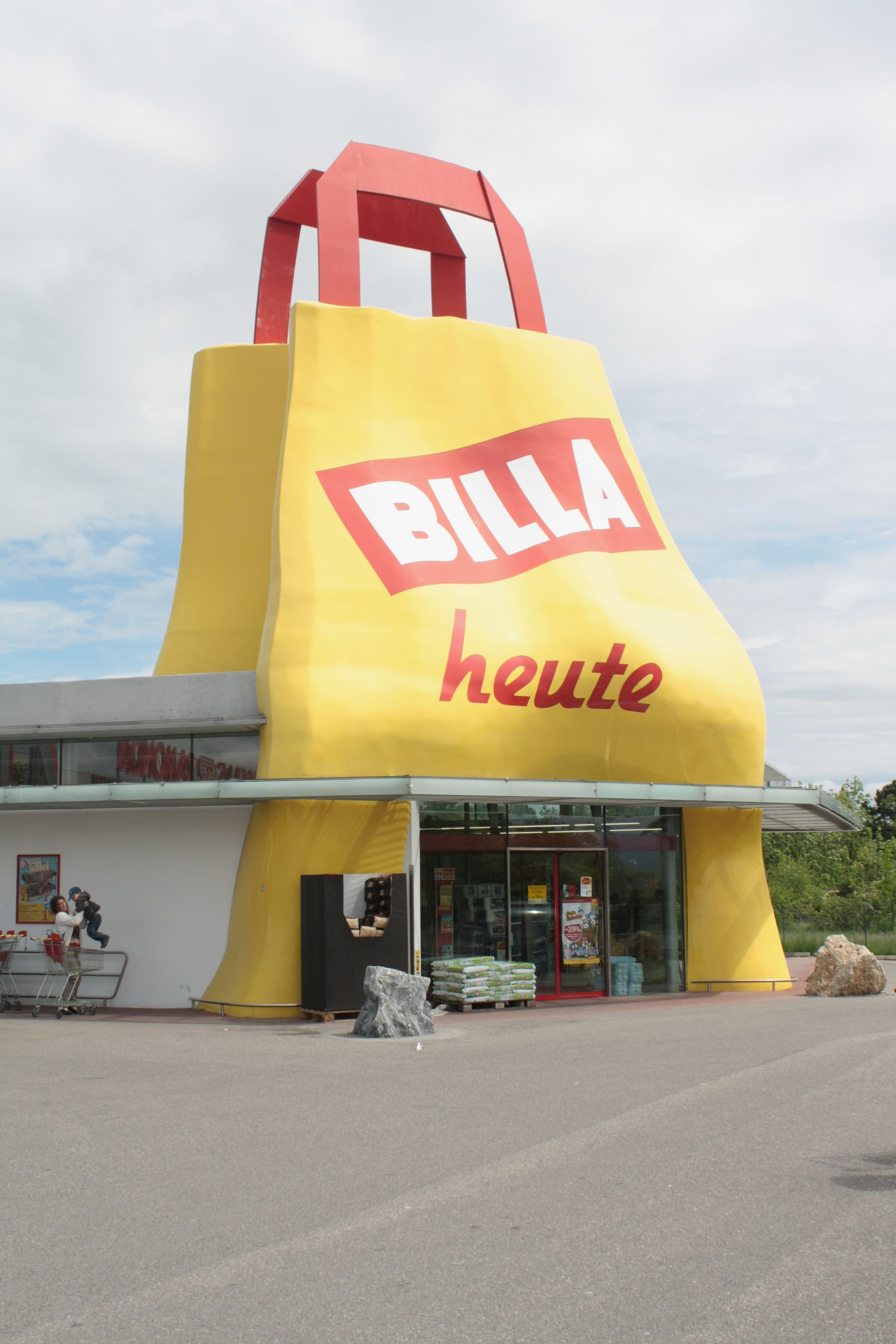
Billa s atypickým vchodem v obci Wöllersdorf nedaleko Vídně
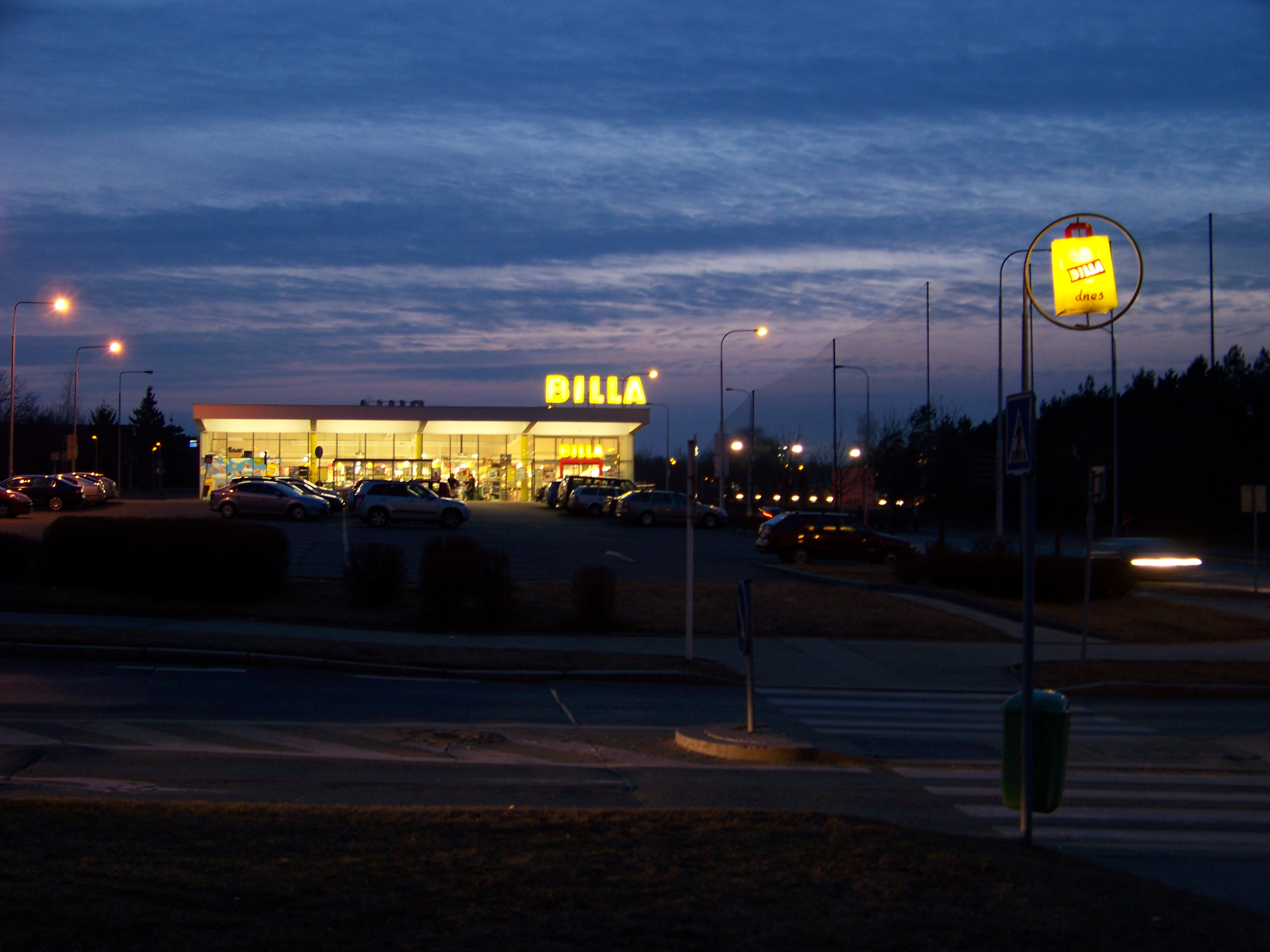
Billa na pražském sídlišti Horní Měcholupy (2012)
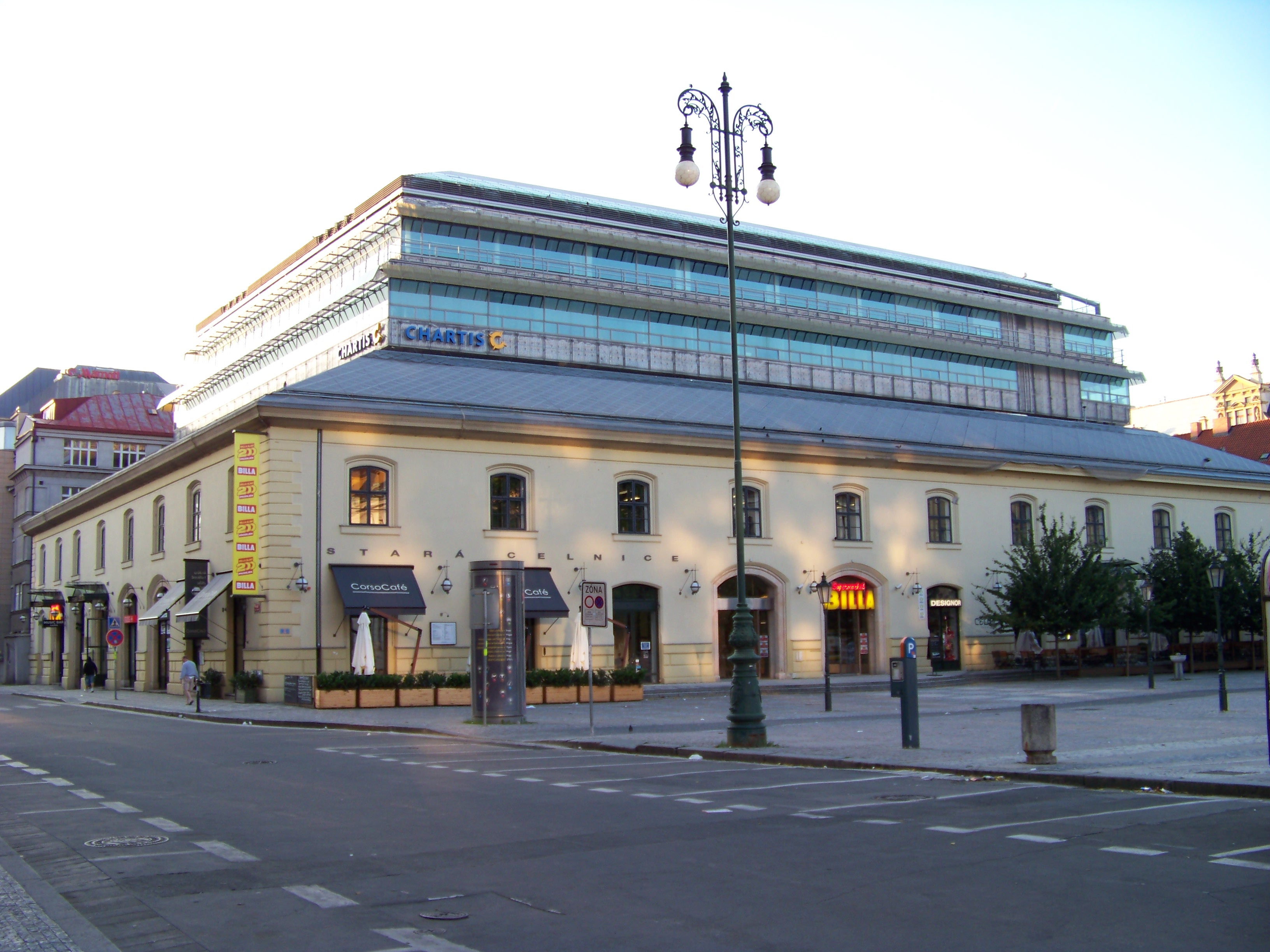
Billa v Praze ve Staré celnici (2010)
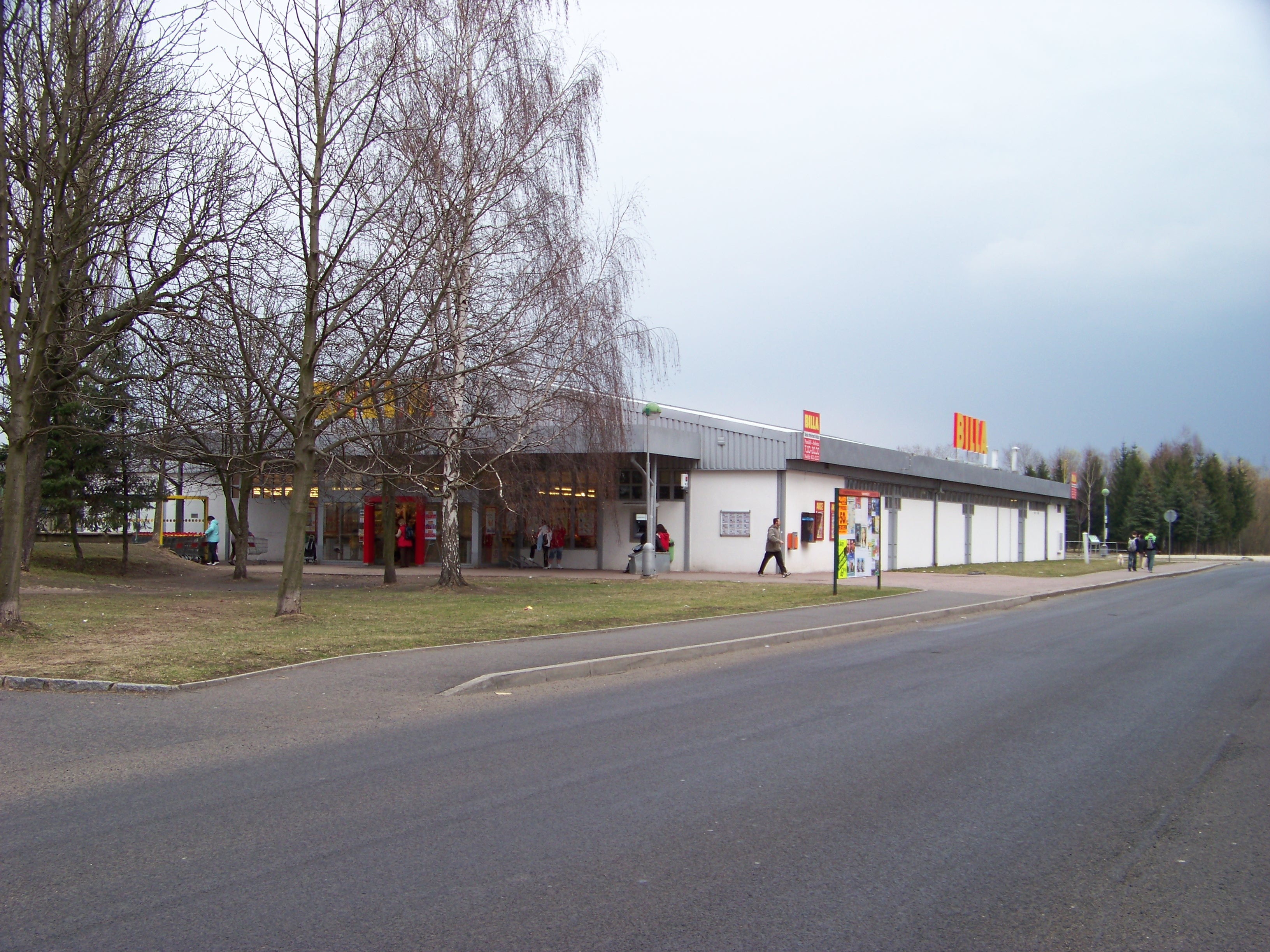
Billa v Sokolově (2012)
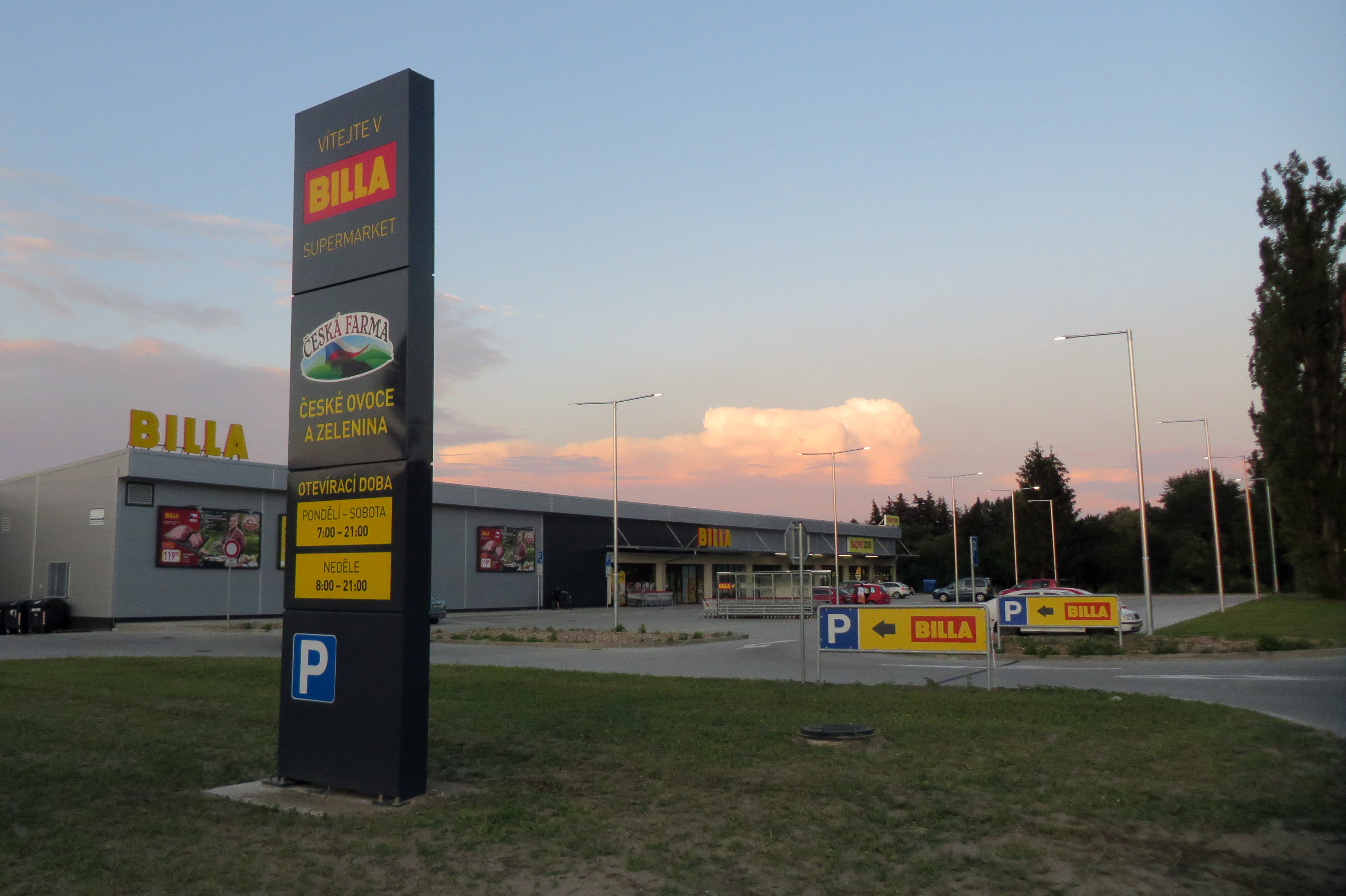
Billa v Poděbradech
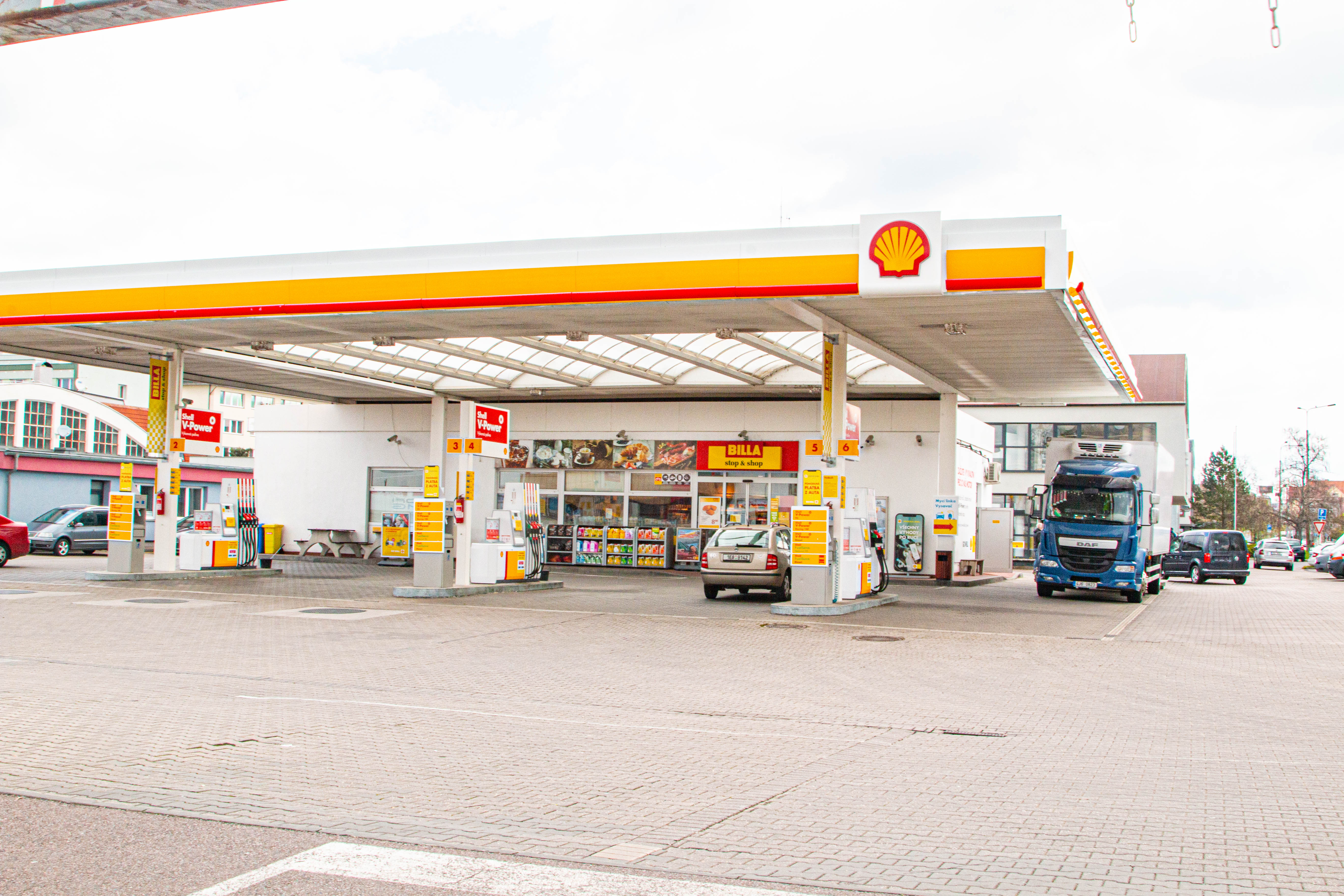
Čerpací stanice Shell s prodejnou Billa stop & shop v Pardubicích
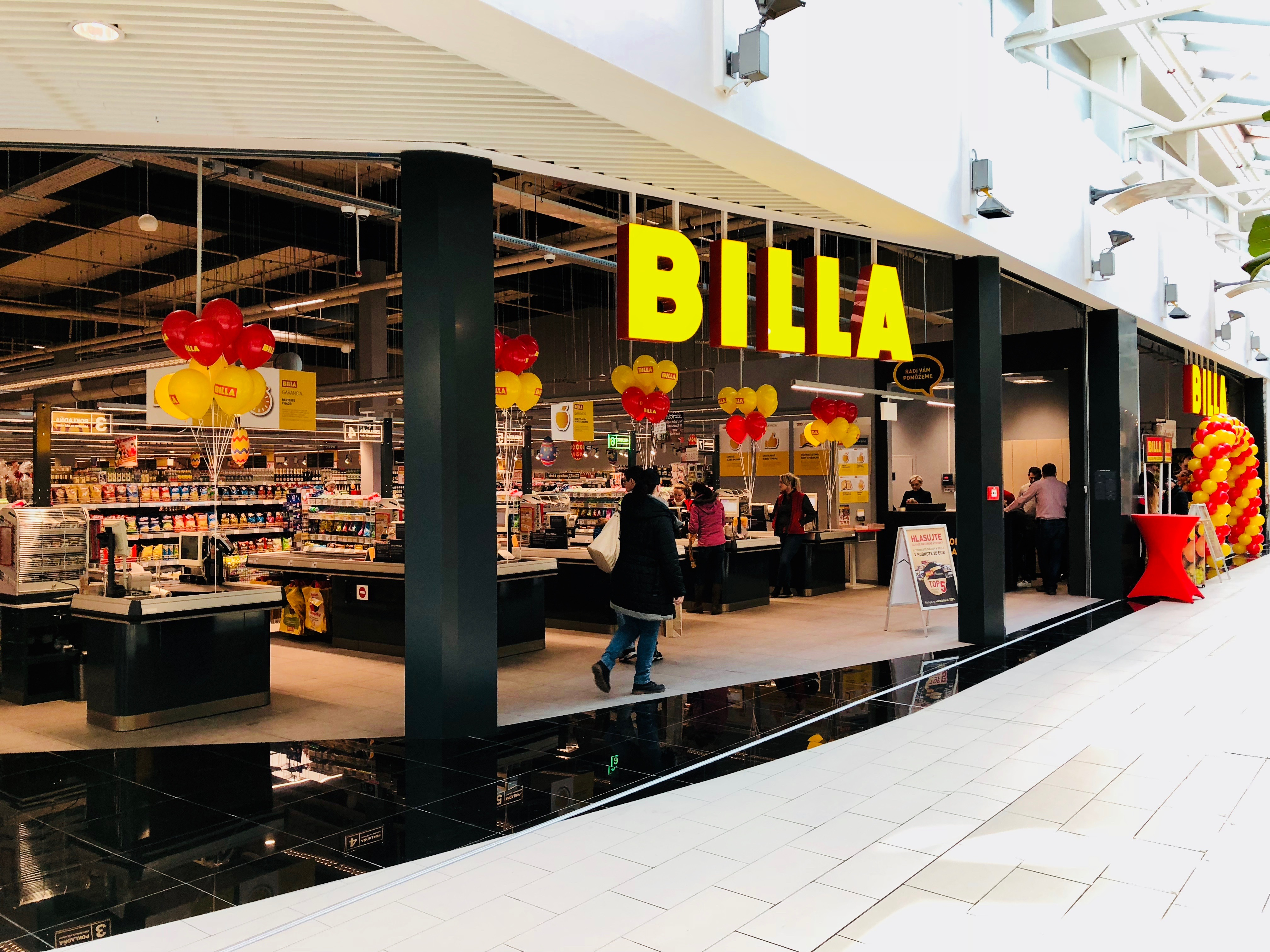
Billa v obchodním centru Atrium Optima v Košicích
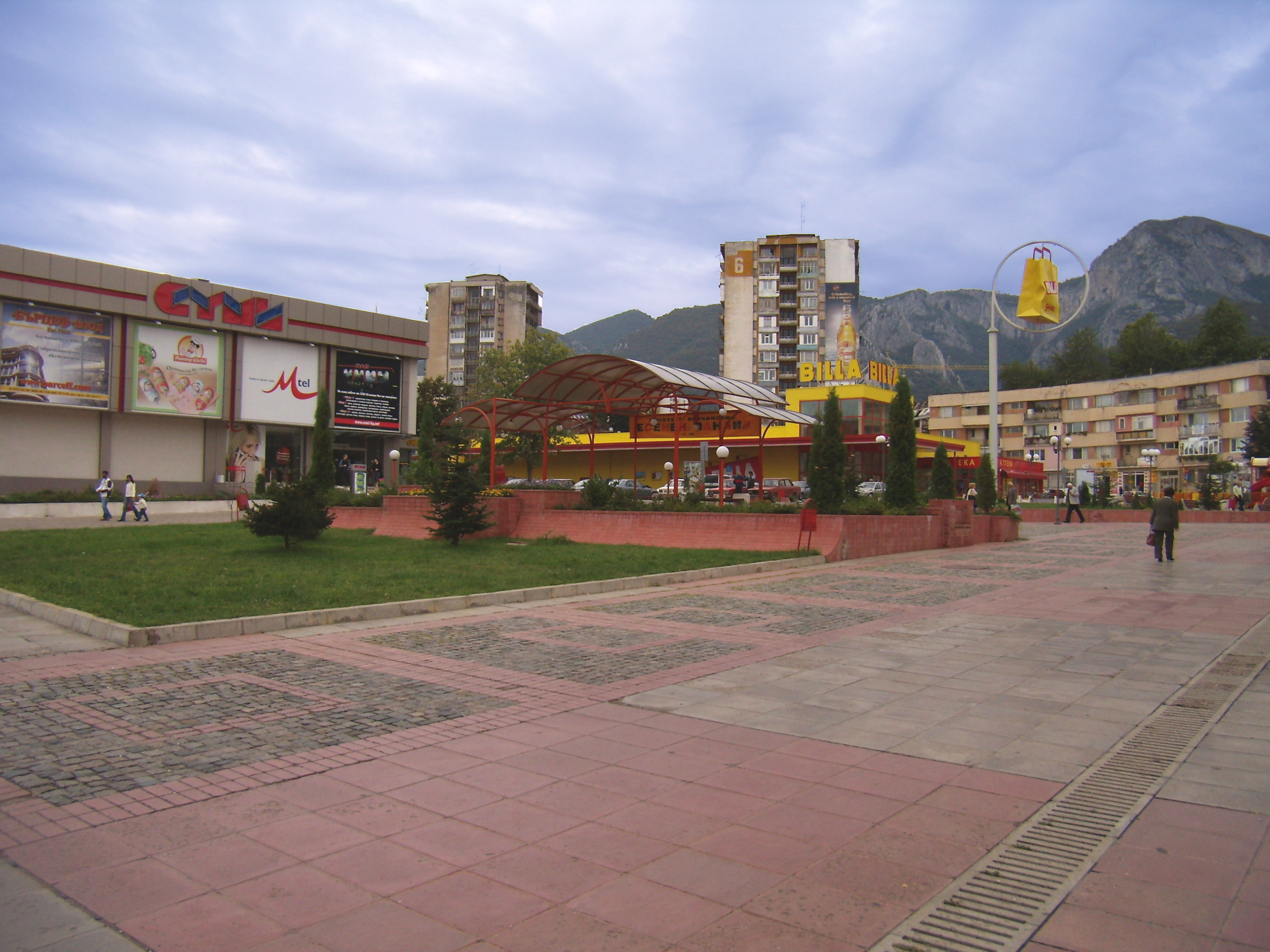
Billa v bulharském městě Vraca (2007)